# Chicago FC United
O Chicago FC United é um clube de futebol americano sediado na região de Chicago . Atualmente, o time joga na USL League Two, a quarta divisão do futebol americano. O clube toca no Loyola Soccer Park, no campus da Loyola University Chicago . 

## Historia
O clube foi formado em 2016 através da fusão do Chicago Fire Premier, Chicago Trevian SC, Chicago Titans FC and Chicago Spartans FC com o objetivo de criar uma só equipe para disputar a Premier Development League.
O clube estreou em 2017, terminando em quinto lugar da sua divisão.